# Bahnstrecke Herzberg–Siebertal
| Streckennummer: | 1813                 |                                            |                                            |
| Streckenlänge: | 5,8 km               |                                            |                                            |
| Spurweite: | 1435 mm (Normalspur) |                                            |                                            |
| |                      |                                            |                                            |
| \| \| \| Westharzstrecke von Seesen \| \| \| \| 117,8 \| Südharzstrecke von Northeim \| Südharzstrecke von Northeim \| \| \| 0,0 \| Herzberg (Harz) \| 233 m \| \| \| \| nach Bleicherode \| \| \| \| \| Südharzstrecke nach Nordhausen \| \| \| \| 2,8 \| Bundesstraße 243 und Bundesstraße 27 \| Bundesstraße 243 und Bundesstraße 27 \| \| \| 2,8 \| ehem. Bundesstraße 243 und Bundesstraße 27 \| ehem. Bundesstraße 243 und Bundesstraße 27 \| \| \| 4,8 \| Papierfabrik (unten) \| Papierfabrik (unten) \| \| \| 4,9 \| Herzberg Trift (nur geplant, nie gebaut) \| Herzberg Trift (nur geplant, nie gebaut) \| \| \| 5,1 \| Papierfabrik (oben) \| Papierfabrik (oben) \| \| \| 5,3 \| Abzweig zur Papierfabrik \| Abzweig zur Papierfabrik \| \| \| 5,5 \| Sieber \| Sieber \| \| \| 5,7 \| Siebertal \| Siebertal \| \| \| 5,8 \| Fortsetzung der Strecke (nur Vorarbeiten) \| Fortsetzung der Strecke (nur Vorarbeiten) \| \| \| 5,8 \| Abzweig zur Verladerampe \| Abzweig zur Verladerampe \| \| \| 5,8 \| Ende beim Bahnhof Siebertal \| Ende beim Bahnhof Siebertal \| |                      |                                            |                                            |
| Strecke |                      | Westharzstrecke von Seesen                 | Westharzstrecke von Seesen                 |
| | 117,8                | Südharzstrecke von Northeim                | Südharzstrecke von Northeim                |
| Bahnhof · Kopfbahnhof Streckenende (Strecke außer Betrieb) | 0,0                  | Herzberg (Harz)                            | 233 m                                      |
| |                      | nach Bleicherode                           |                                            |
| Strecke nach rechts · Strecke (außer Betrieb) |                      | Südharzstrecke nach Nordhausen             | Südharzstrecke nach Nordhausen             |
| Strecke geradeaus (außer Betrieb) | 2,8                  | Bundesstraße 243 und Bundesstraße 27       | Bundesstraße 243 und Bundesstraße 27       |
| Strecke (außer Betrieb) | 2,8                  | ehem. Bundesstraße 243 und Bundesstraße 27 | ehem. Bundesstraße 243 und Bundesstraße 27 |
| Betriebs-/Güterbahnhof Streckenanfang (Strecke außer Betrieb) | 4,8                  | Papierfabrik (unten)                       | Papierfabrik (unten)                       |
| Haltepunkt / Haltestelle (Strecke außer Betrieb) · Strecke (außer Betrieb) | 4,9                  | Herzberg Trift (nur geplant, nie gebaut)   | Herzberg Trift (nur geplant, nie gebaut)   |
| Strecke (außer Betrieb) · Betriebs-/Güterbahnhof Streckenanfang (Strecke außer Betrieb) · Dienststation / Betriebs- oder Güterbahnhof (Strecke außer Betrieb) | 5,1                  | Papierfabrik (oben)                        | Papierfabrik (oben)                        |
| Abzweig geradeaus und von links (Strecke außer Betrieb) · Abzweig quer und nach rechts (Strecke außer Betrieb) · Strecke nach rechts (außer Betrieb) | 5,3                  | Abzweig zur Papierfabrik                   | Abzweig zur Papierfabrik                   |
| Brücke über Wasserlauf (Strecke außer Betrieb) | 5,5                  | Sieber                                     | Sieber                                     |
| Dienststation / Betriebs- oder Güterbahnhof (Strecke außer Betrieb) · Betriebs-/Güterbahnhof Streckenanfang (Strecke außer Betrieb) | 5,7                  | Siebertal                                  | Siebertal                                  |
| Abzweig geradeaus und nach rechts (Strecke außer Betrieb) · Strecke (außer Betrieb) | 5,8                  | Fortsetzung der Strecke (nur Vorarbeiten)  | Fortsetzung der Strecke (nur Vorarbeiten)  |
| | 5,8                  | Abzweig zur Verladerampe                   | Abzweig zur Verladerampe                   |
| | 5,8                  | Ende beim Bahnhof Siebertal                | Ende beim Bahnhof Siebertal                |

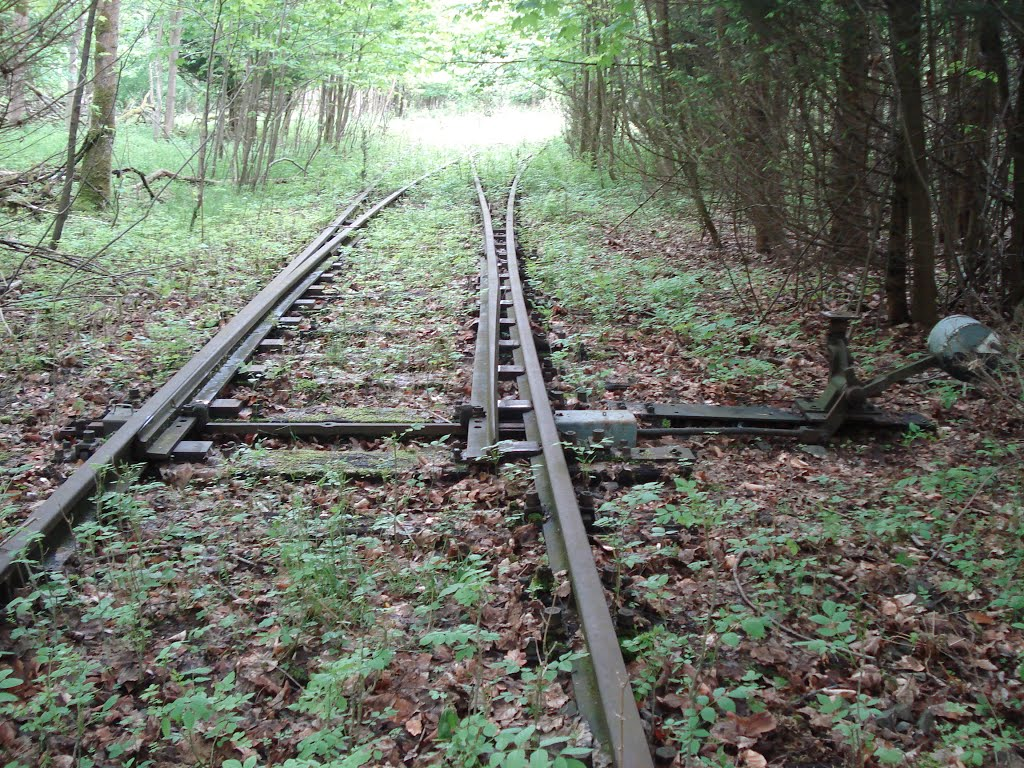
Weiche im ehem. Güterbahnhof Siebertal

Die Bahnstrecke Herzberg–Siebertal, auch als Siebertalbahn bezeichnet, war eine normalspurige, eingleisige, nicht elektrifizierte Nebenbahn in Niedersachsen. Sie verlief im heutigen Stadtgebiet von Herzberg am Harz nach Lonauerhammerhütte und diente ausschließlich dem Güterverkehr. Nach ihrer Eingemeindung wurde der Bahnhof „Siebertal“ genannt.

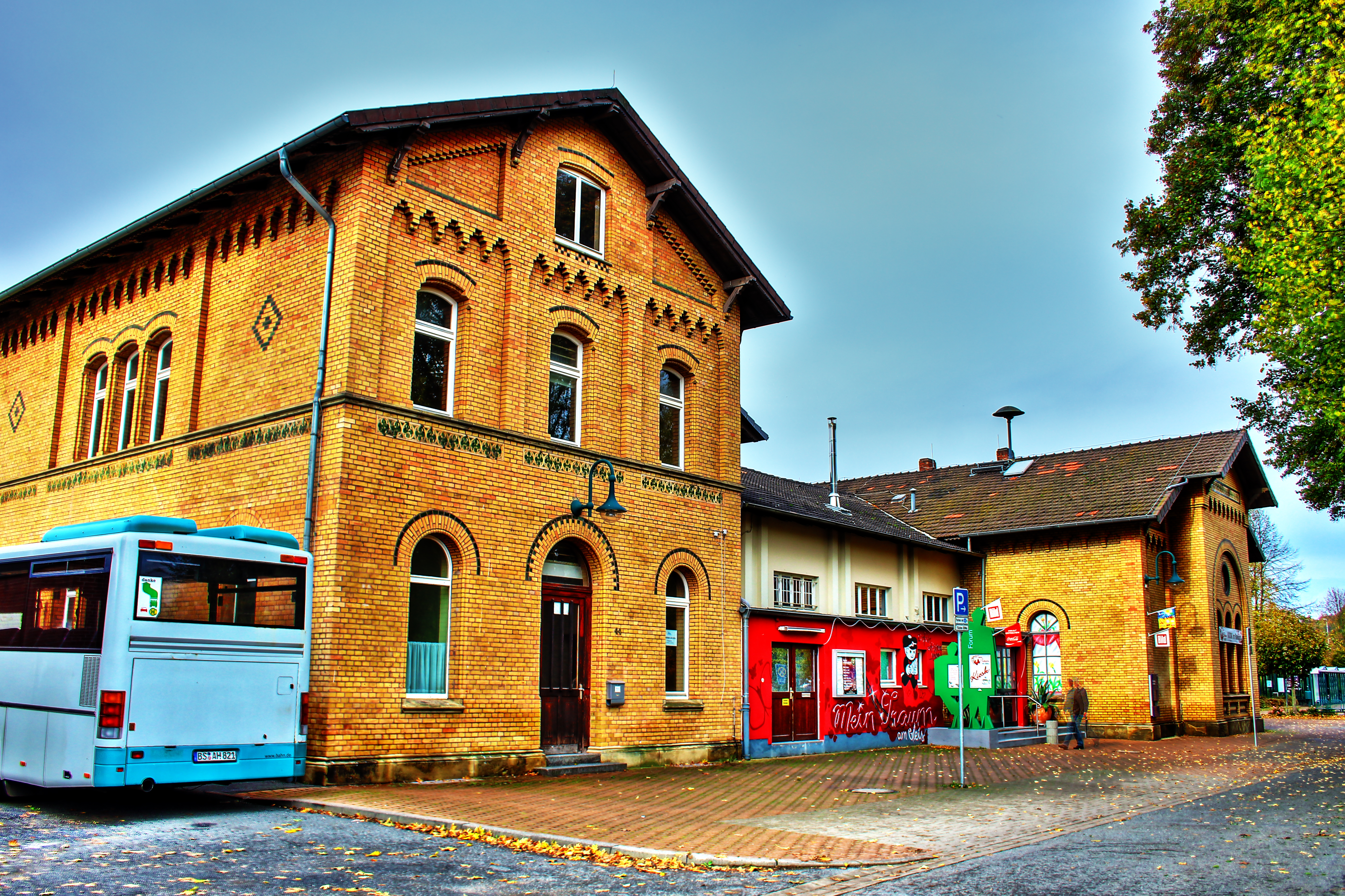
Bahnhof Herzberg (Harz)

## Geschichte
1913 war mit dem Bau einer Bahnstrecke Elbingerode–St. Andreasberg–Herzberg (Westverlängerung der Rübelandbahn) oder nach Clausthal-Zellerfeld an die Oberharzbahn durch das Siebertal und Sieber begonnen worden. Die Arbeiten wurden jedoch im Ersten Weltkrieg abgebrochen.
Im Juni 1931 wurde dann von der Firma Reckmann aus Halle mit dem Bau einer „Bahnstrecke Herzberg–Sieber“ begonnen, basierend auf den Vorarbeiten von 1913. Es wurde allerdings nur das Stück von Herzberg zum „Vorläufig“ genannten Verladebahnhof, später Güterbahnhof Siebertal, sowie eine zweite Sieberbrücke und ein Stück Trasse gebaut.
Das fertige Stück und die Anschlüsse waren vom 1. Dezember 1931 bis zum 31. Dezember 1994 in Betrieb und dienten vorrangig dem Güterverkehr zur Herzberger Papierfabrik (heute Smurfit Kappa Group) im Tal der Sieber. Daneben gab es am Endbahnhof Siebertal eine Verladerampe. Öffentlichen Personenverkehr gab es auf der Strecke nie, bis 1961 wurde jedoch nichtöffentlicher Werkspersonenverkehr zur Papierfabrik angeboten. Dafür sollte auch noch der Haltepunkt „Herzberg Trift“ am Kilometer 4,9 entstehen. Zum 31. Dezember 1994 wurde der Verkehr offiziell eingestellt und zum 1. August 1995 die Strecke offiziell stillgelegt.